# Basileu

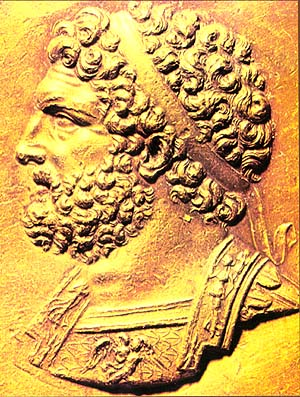
Filip II, βασιλεύς τῶν Μακεδόνων ('rei dels macedonis')

Basileu (en grec antic: βασιλεύς) és un terme grec que significa 'rei', però que ha tengut molts altres significats i connotacions al llarg de la història. Així, fou un títol emprat pels emperadors romans d'Orient, i també el títol amb què els grecs es referien als emperadors romans, mentre que en època micènica designava un cap o lloctinent subordinat al rei o ànax. Durant tota l'antiguitat, i encara ara actualment, el terme és usat com a genèric per referir-se als reis o monarques en general. En època arcaica, els reis o basileus no eren gaire comuns a les ciutats gregues més enllà de casos concrets, com Esparta o Cirene.
L'etimologia d'aquest mot encara ara és poc clara. Si la paraula és originalment, grega llavors podria derivar de βάσις (basis, 'base'). Tanmateix, aquest origen és dubtós, i la major part de lingüistes suposen que és manlleu de l'edat del bronze, a partir d'un substrat lingüístic preexistent al Mediterrani oriental.

## Grècia antiga

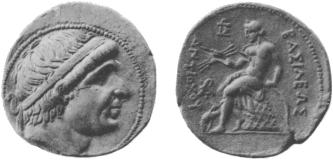
Una peça de plata del rei selèucida Antíoc I Sòter. La inscripció grega indica ΒΑΣΙΛΕΩΣ ΑΝΤΙΟΧΟΥ (basileus Antokhoi, 'rei Antíoc').

La primera utilització coneguda de la paraula es troba sobre tauletes d'argila cuita descobertes en les excavacions del palau micènic destruït per un incendi. Les tauletes són datades del segle xiii aC al segle xii aC, i els signes estan en escriptura Lineal B, que és sil·làbica (qa-si-re-u). Aquesta forma primitiva del terme «basileu» era utilitzada per designar els nobles o alts funcionaris que eren els supervisors dels diferents districtes dels estats micènics. Les funcions i posició exactes d'un qasireu són poc conegudes i estan subjectes a debat.
En aquella època els sobirans grecs eren anomenats wanax (wa-na-ka, en lineal B). El títol de wanax, que més tard evolucionaria cap a la forma anax, sovint es tradueix per «rei suprem» i significa 'el qui exercita la sobirania feudal sobre altres reis'. El wanax exercitava, doncs, el poder sobre diversos basileus locals i segons alguns autors, convertiria aquesta organització en una societat de tipus proto-feudal de l'edat del bronze. La significació de la paraula passaria més tard a tenir el sentit de 'rei', com ho testifiquen els escrits d'Homer en els quals Agamèmnon i Príam porten aquest títol.
Els reis aquemènides de Pèrsia també eren anomenats megas basileus ('gran rei') o basileus basileon, traducció del persa xšāyaθiya xšāyaθiyānām ('rei dels reis').
La utilització del terme basileus estava limitat a alguns estats grecs on mai no havien abolit la transmissió del poder reial per herència. Així és com eren designats els reis d'Esparta, Macedònia i l'Epir, i altres reis de les tribus bàrbares de Tràcia i d'Il·líria. El terme també era utilitzat a Atenes durant el període clàssic per designar un dels arconts, sent aquí un títol més simbòlic per a la funció del sacerdot. A les altres ciutats estats, el terme mai no era utilitzat, ja que un sobirà tenia més aviat el títol de tirà o d'arcont.
La denominació va ser exportada per Alexandre el Gran i els seus successors grecs a Egipte i Àsia. El terme també era usat per referir-se a qualsevol rei d'una zona sota la influència grega de l'Imperi Romà, per exemple Herodes a Judea. La forma femenina usada era la de basilissa i designava reines governants com Cleòpatra o a les reines consort.
Giorgio Agamben ha defensat en la seva obra Estat d'excepció, publicada el 2005, que la paraula basileu estaria més correctament traduïda per la paraula 'governant', idea que obté de la lectura del tractat del pseudo-Arquites, Sobre la justícia i la llei.

## De l'antiguitat a l'edat mitjana
Els grecs feien servir la paraula «basileu» per referir-se als dos cònsols que governaven la República Romana, fet que denota que per als grecs, aquesta nació era una monarquia en tots els aspectes llevat del nom. Més endavant, a causa d'emprar aquest títol aplicat a l'emperador sassànida, els grecs van fer servir la paraula rex, copiada del llatí.
Abans de la caiguda de l'Imperi Romà d'Occident, els grecs no feien servir la paraula basileu per designar l'emperador, sinó autocràtor. Els emperadors romans d'Orient s'autoproclamaven autòcrates dels romans però també, amb el pas dels anys, van començar a dir-se basileus.
El primer document que es conserva on està escrita l'expressió basileus Rhomaíōn, emprada en un context oficial, és una carta escrita pel govern sassànida de Còsroes II enviada a l'emperador Flavi Tiberi Maurici. La carta, escrita en grec, ja no fa servir l'habitual fórmula de protocol kēsar-i Hrōm ('cèsar dels romans'), mentre que el governant persa es refereix a ell mateix amb l'expressió Persōn basileus ('emperador dels perses'), i així donava a entendre que renunciava a les aspiracions dels perses sobre el territori grec, renunciant al títol emprat anteriorment basileus basileōn ('rei de reis').
El 629 Heracli va adoptar aquesta denominació per reemplaçar el títol llatí d'augustus i va fer servir la fórmula de protocol πιστὸς ἐν Χριστῷ βασιλεύς ('emperador per la gràcia de Crist»). A partir de Justinià II ja va ser utilitzat com a títol oficial, paral·lelament al fet que el grec reemplacés progressivament al llatí en monedes i documents oficials. Malgrat la voluntat de canvi, les monedes no van variar fins a l'època de Lleó III quan apareix la paraula «BASILEUS» gravada sobre la moneda romana d'Orient amb grafies llatines, en lloc de l'anterior inscripció C.IMP., l'abreviació de Caesar Imperator. Va ser més tard que l'escriptura grega fou incorporada a les monedes.
El títol de basileu va ser motiu d'una gran controvèrsia quan Carlemany va ser coronat «emperador dels romans». La part oriental de l'imperi era dirigida per l'emperadriu Irene, regenta del seu fill Constantí VI. La manera indigna com es va comportar Irene amb el seu fill, ja que li va fer rebentar els ulls i el va empresonar, afegit a l'aversió dels francs al concepte d'una emperadriu regnant, van generar una certa repulsió entre les dues parts. Tot i així Carlemany va proposar el matrimoni a Irene però ella s'hi va negar, es va autodesignar «basileus», deixant de banda el terme «basilissa», i no va reconèixer el títol imperial de Carlemany.

### Concepció divina
Es considerava que el basileu obtenia la seva autoritat de Déu i no del seu predecessor. Joan II Comnè, per exemple, deia que "l'encàrrec de l'imperi li havia estat confiat per Déu". Aquesta intervenció divina té més força quan l'emperador és un usurpador, com en el cas de Nicèfor I i de Basili el Macedoni, els quals assumien que Déu els havia concedit de regnar sobre els cristians per la generació present.
En tant que individu, el basileu no és més que una aparença i tots els seus actes depenen de manera estreta de la voluntat divina. Aquesta concepció es troba essencialment en les operacions militars: Aleix I Comnè i Joan II Comnè van valorar així que l'exèrcit estava col·locat "sota Déu, general en cap, i jo en sóc el seu subordinat"; un campanya militar, doncs, no pot ser iniciada més que si pren el camí de la voluntat divina. Aquesta concepció implica necessàriament que qualsevol pugui ser escollit per Déu per pujar al tron imperial: Justí I, Miquel el Tartamut, Basili el Macedoni, Miquel IV o Miquel V, tots ells homes del poble, van ser considerats triats entre el poble per regnar sobre l'imperi. En aquestes condicions, l'emperador podia fer de tot dins els límits de la voluntat divina i les seves victòries eren les d'un soldat de Déu.
Aquesta concepció divina de la funció imperial portà com a conseqüència que, revoltar-se contra l'emperador era una revolta contra Déu; el rebel contra el basileu era un enemic de Déu (θεομάχος) o un sacrilegi (καθοσίώσίς, terme utilitzat per Miquel Ataliota en el moment de la revolta de Constantí X Ducas contra Nicèfor I).

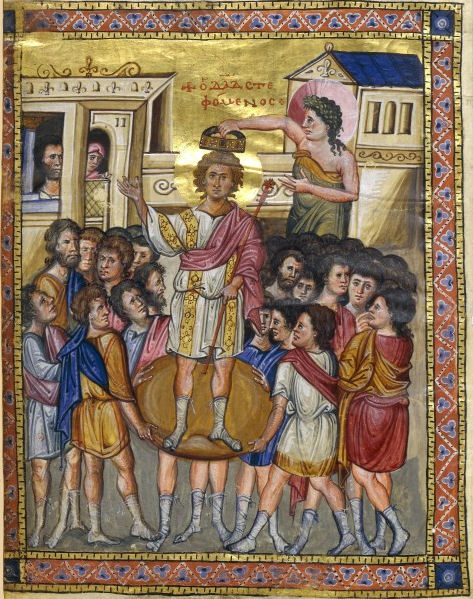
La coronació del rei bíblic David. Saltiri de París.

El símbol del bíblic rei David, escollit per Déu, va ser estat utilitzat habitualment al llarg de la història de l'Imperi Romà d'Orient. En un saltiri que es troba a París es pot veure una imatge amb David damunt d'un escut envoltat pel seu exèrcit i coronat segons la voluntat de Déu, com ho havien de ser els emperadors romans d'Orient.

#### Els símbols del poder
L'emperador estava envoltat d'un decòrum que simbolitzava l'origen diví de la seva funció; la seva força divina s'imposava a qui es presentava davant d'ell. Aquest tema de l'emperador-sol és utilitzat en la cort de Lleó VI, d'Aleix I Comnè, d'Aleix III Àngel i de Romà IV que, en el moment de la seva travessa per l'Àsia central, era vist pels seus soldats com «l'igual a Déu».
El símbol més important del poder imperial continua sent tanmateix el color porpra: l'emperador era revestit amb aquest color, i en particular el calçat de botes, el kampagia, que eren per excel·lència el signe del poder imperial. Només l'emperador, delegat de Déu, podia usar la porprada imperial: vestit, diademes i camals.
Un altre símbol del poder era la moneda, el nomisma d'or o el millarision de plata, que estaven revestits d'un valor consagrat fins al punt que només el fet de llançar-los a terra i de trepitjar-los constituïen una ofensa feta a l'emperador.

### Autoritat legal
Si el basileu era considerat com a l'escollit de Déu, els seus actes estaven regulats per lleis i ell era la llei personificada, la qual cosa implicava que no podia caure en els excessos tirànics, sense negar-se ell mateix. Per tant, estava sotmès a les lleis, que en garantien la pietat.
La més important de les lleis a les quals s'havia de sotmetre el basileu era la llei de successió al tron; fins i tot venint de Déu, una presa de poder violenta no era legal. Isaac I Comnè va arribar a abdicar perquè estava remordit per haver pres el poder de manera contrària a les lleis. Les lleis de successió, fins i tot les no escrites, constituïen «els drets comuns de l'Imperi Romà» que el basileu podia interpretar, i les carències de les quals podia suplir per decisions personals preses conforme als costums grecs.
Continuava sent cert, però, que el tron apareix com un bé que sigui comú del qual l'emperador no vacil·la disposar a la seva voluntat. En són exemples, la decisió de Constantí IX d'escollir ell mateix el seu successor, o el jurament imposat per Constantí X Ducas a la seva esposa de no casar-se mai més, són observats sobretot per l'autoritat eclesiàstica, com a actes il·legals i que no tendeixen al bé comú. De la mateixa manera, l'adjudicació de les funcions de l'estat no pot procedir de cap fantasia imperial.

### El principi dinàstic
El principi dinàstic, és a dir la transmissió hereditària del poder imperial, es va imposar de manera progressiva i sobretot a partir del segle ix. Les emperadrius regnants donaven a llum en una sala especial del palau sagrat, la porphyra, i el nen allà nascut era un porfirogènit, que és una presumpció que seria l'hereu del tron.
El dret dinàstic s'imposà definitivament amb la dinastia macedònia. Per assegurar la seva successió, Basili el Macedoni va associar al tron els seus fills: Constantí, Lleó i Alexandre, i així va inaugurar una pràctica que es perpetuaria. El seu fill gran, Alexandre, estèril, va morir sense descendència. Lleó VI, el seu successor, va contreure matrimoni per tres vegades sense poder engendrar un hereu successible; va haver de contreure llavors, en violació del codi civil que ell mateix havia promulgat, una quarta unió d'on va néixer un fill, Constantí, que l'emperadriu Zoé s'ocupà de fer-lo néixer en la porphyra.
Fet emperador, Constantí VII veurà esborrar-se la seva bastardia legal davant l'estatut de porfirogènit, destinat a diferenciar-lo del seu sogre, l'emperador associat Romà I; tot i que aquest associa els seus propis fills al tron, no aconsegueix tanmateix apartar Constantí de la successió. La destitució dels Lecapens pare i fill estableix clarament l'afecte dels romans d'Orient per la transmissió hereditària del tron: l'hereu legítim és el fill de Lleó VI, malgrat les circumstàncies de la seva concepció.
Igualment Romà II el macedoni associà els seus dos fills, Basili II i Constantí VIII al tron: encara que hi va haver usurpadors, com Nicèfor II i Joan I, aquests no van poder apartar els descendents del tron.
Aquest afecte dels romans d'Orient pel principi de la legitimitat va fer que, a la mort de Zoè Porfirogènita, que governava després de la mort del seu espòs Constantí IX, el poble reclamés treure del convent a l'última filla de Constantí VIII, Teodora, per tal de proclamar-la basilissa.

## En elNou Testament
En el Nou Testament, escrit originalment en grec, els autors es referien a l'emperador amb les paraules Kaisaros Augoustou (Lluc 2:1), mentre que per al governador Ponç Pilat es fa servir hegemon (Mateu 27:2), el rei Herodes el Gran és anomenat basileu, però també es fa servir aquesta paraula per referir-se a Jesús de Natzaret.
Amb Jesús el terme adquireix un nou significat teològic, més enllà del concepte grec de sacerdot principal (arcont basileu). Jesús és anomenat Basileus tōn Basileōn ('rei de reis'), Basileus tōn Ouranōn, que s'ha traduït per 'rei dels Cels', relacionat amb l'expressió Basileia tōn Ouranōn ('Regne dels Cels'); també rep el títol de Basileus tōn Ioudaiōn ('rei dels jueus'). En l'art romà d'Orient, un tema bastant estès va ser l'anomenat Basileus tēs Doxēs ('el rei de la glòria'), que va tenir el seu equivalent en la cultura llatina de "el Crist de la pietat"; que va sorgir d'una frase del Llibre dels Salms, en el paràgraf 24:10 i en l'expressió Kyrios tēs Doxēs ('Senyor de la Glòria'), que es fa servir també en la Primera carta als Corintis, paràgraf 2:8.